# Nik Stauskas
Nikolas Tomas Stauskas, detto Nik (Mississauga, 7 ottobre 1993), è un cestista canadese, professionista nella NBA.

## Carriera

### NCAA
Ha giocato per due stagioni in NCAA con i Michigan Wolverines.

### NBA

#### Sacramento Kings
Il 26 giugno 2014 è stato selezionato al Draft NBA 2014 con l'ottava scelta assoluta, dai Sacramento Kings; fa il suo esordio nella NBA il 30 ottobre 2014 segnando 9 punti contro i Golden State Warriors.

#### Philadelphia 76ers
Nella notte tra il 1º e il 2 luglio 2015, Stauskas viene scambiato insieme ai compagni di squadra Carl Landry e Jason Thompson, approdando ai Philadelphia 76ers, squadra in cui giocò le due stagioni e mezzo successive.
Il 7 dicembre 2017 la franchigia della Pennsylvania lo cede ai Brooklyn Nets insieme a Jahlil Okafor in cambio di Trevor Booker. A Brooklyn gioca 35 partite subentrando sempre dalla panchina.

#### Portland Trail Blazers e Cleveland Cavaliers
Il 6 luglio 2018 firma con i Portland Trail Blazers.
Nonostante non stesse sfigurando la franchigia dell'Oregon il 3 febbraio 2019 lo cede ai Cleveland Cavaliers. Tuttavia per Stauskas si è verificata una trade dead-line anomala: tre giorni più tardi viene ceduto prima agli Houston Rockets, che dopo poche ore lo hanno ceduto agli Indiana Pacers che lo tagliano 8 minuti dopo avere ufficializzato il suo arrivo. L'11 febbraio viene poi messo sotto contratto da svincolato dai Cleveland Cavs; la stessa situazione è toccata a Wade Baldwin, che tuttavia è rimasto free agent al contrario di Stauskas.

## Statistiche

### College
| Anno      | Squadra             | PG | PT | MP   | TC%  | 3P%  | TL%  | RP  | AP  | PRP | SP  | PP   |
| --------- | ------------------- | -- | -- | ---- | ---- | ---- | ---- | --- | --- | --- | --- | ---- |
| 2012-2013 | Michigan Wolverines | 39 | 33 | 30,5 | 46,3 | 44,0 | 85,1 | 3,0 | 1,3 | 0,6 | 0,2 | 11,0 |
| 2013-2014 | Michigan Wolverines | 36 | 36 | 35,6 | 47,0 | 44,2 | 82,4 | 2,9 | 3,3 | 0,6 | 0,3 | 17,5 |
| Carriera  | Carriera            | 75 | 69 | 32,9 | 46,7 | 44,1 | 83,2 | 2,9 | 2,3 | 0,6 | 0,3 | 14,1 |

### NBA

#### Regular Season
| Anno      | Squadra             | PG  | PT | MP   | TC%  | 3P%  | TL%  | RP  | AP  | PRP | SP  | PP  |
| --------- | ------------------- | --- | -- | ---- | ---- | ---- | ---- | --- | --- | --- | --- | --- |
| 2014-2015 | Sacramento Kings    | 73  | 1  | 15,4 | 36,5 | 32,2 | 85,9 | 1,2 | 0,9 | 0,3 | 0,2 | 4,4 |
| 2015-2016 | Philadelphia 76ers  | 73  | 35 | 24,8 | 38,5 | 32,6 | 77,1 | 2,5 | 1,9 | 0,6 | 0,3 | 8,5 |
| 2016-2017 | Philadelphia 76ers  | 80  | 27 | 27,4 | 39,6 | 36,8 | 81,3 | 2,8 | 2,4 | 0,6 | 0,4 | 9,5 |
| 2017-2018 | Philadelphia 76ers  | 6   | 0  | 7,5  | 25,0 | 0,0  | 100  | 0,2 | 0,2 | 0,7 | 0,0 | 0,7 |
| 2017-2018 | Brooklyn Nets       | 35  | 0  | 13,7 | 39,3 | 40,4 | 70,4 | 1,8 | 1,1 | 0,1 | 0,1 | 5,1 |
| 2018-2019 | Portland T. Blazers | 44  | 0  | 15,3 | 41,9 | 34,4 | 88,9 | 1,8 | 1,4 | 0,3 | 0,1 | 6,1 |
| 2018-2019 | Cleveland Cavaliers | 24  | 0  | 14,3 | 36,7 | 42,9 | 89,3 | 2,0 | 0,8 | 0,3 | 0,1 | 5,5 |
| 2021-2022 | Miami Heat          | 2   | 0  | 11,9 | 37,5 | 50,0 | 75,0 | 1,5 | 0,5 | 0,0 | 0,0 | 5,5 |
| 2021-2022 | Boston Celtics      | 6   | 0  | 2,5  | 33,3 | 33,3 | 50,0 | 0,0 | 0,2 | 0,0 | 0,0 | 1,2 |
| Carriera  | Carriera            | 343 | 63 | 19,5 | 38,9 | 35,4 | 81,2 | 2,0 | 1,5 | 0,4 | 0,2 | 6,7 |

#### Playoffs
| Anno     | Squadra        | PG | PT | MP  | TC%  | 3P%  | TL% | RP  | AP  | PRP | SP  | PP  |
| -------- | -------------- | -- | -- | --- | ---- | ---- | --- | --- | --- | --- | --- | --- |
| 2022     | Boston Celtics | 13 | 0  | 1,8 | 25,0 | 30,0 | 100 | 0,3 | 0,3 | 0,0 | 0,0 | 1,0 |
| Carriera | Carriera       | 13 | 0  | 1,8 | 25,0 | 30,0 | 100 | 0,3 | 0,3 | 0,0 | 0,0 | 1,0 |

## Palmarès
- NCAA AP All-America Second Team (2014)